# Prionop front-rogenc
El prionop front-rogenc (Prionops scopifrons) és un ocell de la família dels vàngids (Vangidae).

## Hàbitat i distribució
Habita zones forestals a l'extrem sud de Somàlia i nord i sud-est de Kenya, cap al sud, a través de l'est de Tanzània i l'extrem est de Zimbabwe fins al sud de Moçambic i l'extrem est de Sud-àfrica.